# AVIVO
AVIVO – platforma wideo wprowadzona przez firmę ATI w procesorach graficznych opartych na rdzeniu R520. Platforma ta została zaprojektowana w celu rozszerzenia jakości i elastyczności aktualnie prezentowanych przez procesory graficzne ATI możliwości. Zaimplementowanymi w niej cechami są kodowanie i dekodowanie wideo (włącznie z kodekiem H.264, czyli standardem High Definition) wraz z dołączeniem odpowiedniego zestawu narzędzi. Dekoder wideo zastosowany w AVIVO automatycznie przerzuca obsługiwany format wideo i niezbędne kodeki do procesora graficznego, by odciążyć główny procesor komputera. Technologia kodowania wideo zaimplementowana w AVIVO nadal korzysta z zasobów CPU, jednak istnieją plany przerzucenia i tych funkcji do GPU. ATI udostępniło również oprogramowanie transkodujące „ATI AVIVO Video Converter”, obsługujące wiele formatów i gęstości bitowych (bitrate) materiału. Oprogramowanie silnie bazuje na mocy obliczeniowej CPU, lecz można go używać wyłącznie z kartami graficznymi opartymi na procesorach serii X1000. Modyfikacje powyższego programu udostępniły go użytkownikom innych rozwiązań sprzętowych. Technologia ATI AVIVO jest w fazie ciągłego rozwoju i w tej postaci będzie stale ulepszana w sterownikach ATI Catalyst.